# Liste der Monuments historiques in Roy-Boissy
Die Liste der Monuments historiques in Roy-Boissy führt die Monuments historiques in der französischen Gemeinde Roy-Boissy auf.

## Liste der Bauwerke
| Bezeichnung               | Beschreibung                  | Standort | Kennzeichnung | Schutzstatus | Datum | Bild           |
| ------------------------- | ----------------------------- | -------- | ------------- | ------------ | ----- | -------------- |
| Ehemaliges Kloster Lannoy | Erbaut ab dem 16. Jahrhundert | (Lage)   | PA00114844    | Inscrit      | 1988  |                |
| Mühle                     | Erbaut im 18./19. Jahrhundert | (Lage)   | PA00114984    | Inscrit      | 1990  | weitere Bilder |

## Liste der Objekte
| Bezeichnung | Beschreibung                       | Standort                        | Kennzeichnung | Schutzstatus | Datum | Bild           |
| ----------- | ---------------------------------- | ------------------------------- | ------------- | ------------ | ----- | -------------- |
| Taufbecken  | Stein, Anfang des 13. Jahrhunderts | in der Kirche St-Sulpice (Lage) | PM60001379    | Classé       | 1913  | weitere Bilder |